# Klebsormidiophyceae
Klebsormidiales es un grupo de algas verdes carofitas con tres géneros que forman filamentos multicelulares, sin ramificaciones.

## Géneros
Entransia

Hormidiella

Klebsormidium